# Râul Strâmbul
Râul Strâmbul este un afluent al râului Frumoasa. 

## Hărți
- Harta județului Suceava